# Solha (armadura)
A solha era um objeto utilizado na confecção de determinados tipos de armadura durante a Idade Média, também conhecida como pratas, uma corruptela da palavra francesa plates.
Ela consistia em uma lâmina mais ou menos recurvada, feita primeiramente de sola, e mais tarde de metais. Ela era anexada ou afivelada, em grande número, em cima das malhas. Em um primeiro momento, foram aplicadas em armaduras dos ante-braços e canelas, que posteriormente ficaram conhecidas como braçais e caneleiras.

## Referência
- COIMBRA, Álvaro da Veiga, Noções de Numismática. SP. Secção Gráfica da Faculdade de Filosofia, Ciências e Letras da Universidade de São Paulo, 1965.